# Bezirk Roeselare
Der Bezirk Roeselare ist einer von acht administrativen Arrondissements in der belgischen Provinz Westflandern. Er umfasst eine Fläche von 271,54 km² mit 159.509 Einwohnern (Stand: 1. Januar 2024) in acht Gemeinden.

## Gemeinden im Arrondissement Roeselare
| Gemeinde         | Einwohner 1. Januar 2024 | Fläche km² | Dichte Einw./km² | NIS- Code | Postleitzahl |
| ---------------- | ------------------------ | ---------- | ---------------- | --------- | ------------ |
| Hooglede         | 10.235                   | 37,84      | 270              | 36006     | 8830         |
| Ingelmunster     | 11.537                   | 16,16      | 714              | 36007     | 8770         |
| Izegem           | 29.227                   | 25,48      | 1.147            | 36008     | 8870         |
| Ledegem          | 9.779                    | 24,76      | 395              | 36010     | 8880         |
| Lichtervelde     | 9.319                    | 25,93      | 359              | 36011     | 8810         |
| Moorslede        | 11.473                   | 35,34      | 325              | 36012     | 8890         |
| Roeselare        | 66.262                   | 59,79      | 1.108            | 36015     | 8800         |
| Staden           | 11.677                   | 46,24      | 253              | 36019     | 8840         |
| Bezirk Roeselare | 159.509                  | 271,54     | 587              | 36000     | –            |